# サンリバー海水浴場

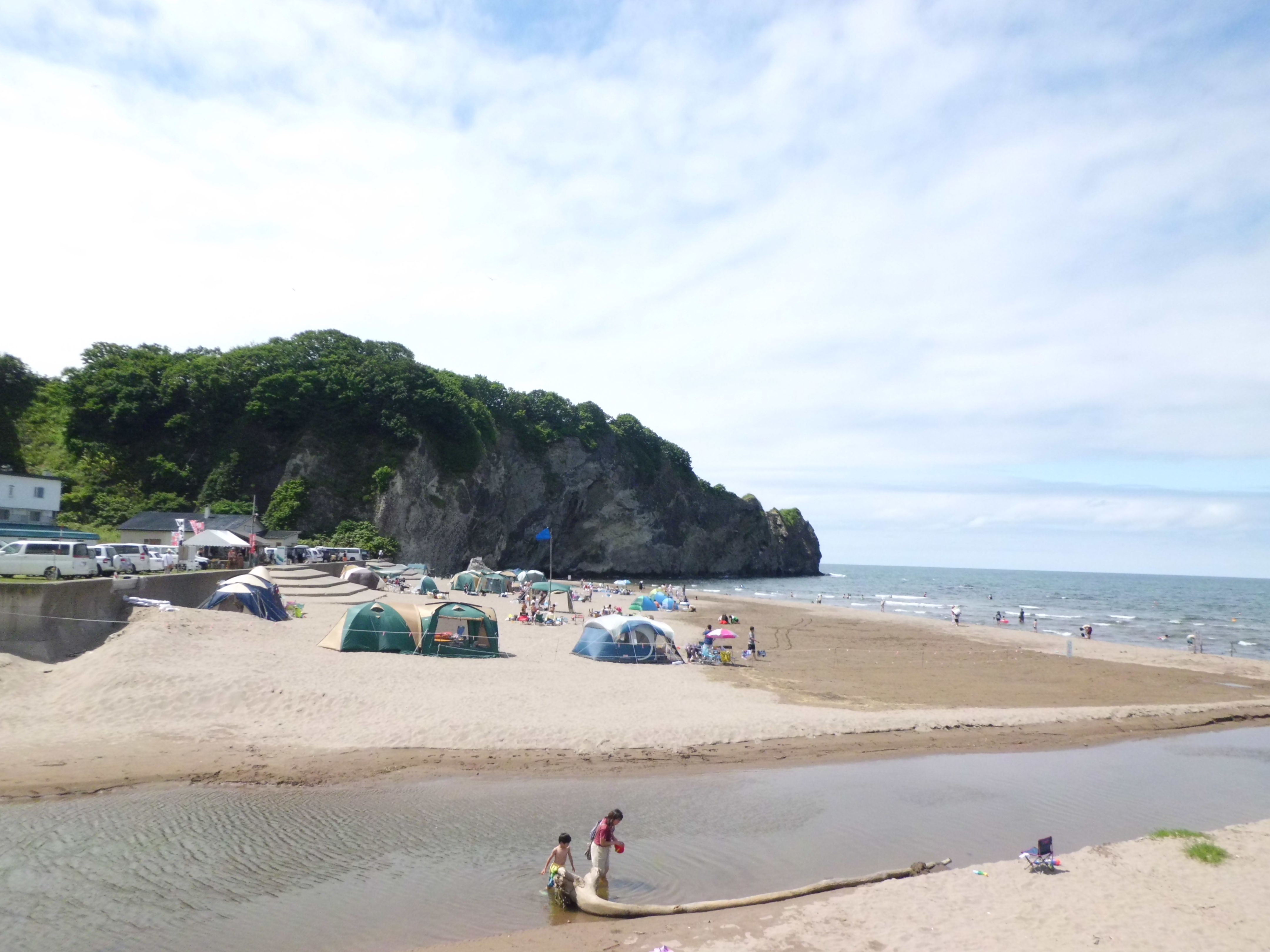
サンリバー海水浴場（2013年8月）

サンリバー海水浴場（サンリバーかいすいよくじょう）は、日本の北海道小樽市蘭島に設けられた海水浴場の一つである。
かつては蘭島観光海水浴場（らんしまかんこうかいすいよくじょう）と呼ばれていた。蘭島地区の海岸は畚部岬（フゴッペみさき）以外の全てが海浜であり砂浜であるが、その大部分は約4倍の汀線を持つ蘭島海水浴場と、ここサンリバー海水浴場とで占められている。

## 概要
日本海に開けた石狩湾奥にある余市湾内東部に位置し、蘭島川河口西岸に形成された砂浜を利用した海水浴場である。また、小樽市と余市町の境界をなす畚部岬の、東方（小樽市側）基部に当たる。蘭島川河口を挟んで、汀線約800mの蘭島海水浴場と隣接しており、その西に位置する汀線約200mと比較的小規模な海水浴場である。換言すれば、蘭島地区の海浜は蘭島川河口を境にして、東側の8割が蘭島海水浴場、西側の2割がサンリバー海水浴場となっている。また、蘭島地区の海岸はニセコ積丹小樽海岸国定公園の一角をなす景勝地としても知られている。
これら2つの海水浴場の毎年の開設期間は、7月上旬から8月下旬までである。

### 遊泳区域外
北海道は、2004年（平成16年）4月1日、プレジャーボート等と水域利用者（遊泳者、遊漁者、漁業従事者、ほか）との間で頻発する水難事故等を未然に防止すべく「北海道プレジャーボート等の事故防止等に関する条例」を施行した。係る条例の指定地となった蘭島海水浴場とサンリバー海水浴場には、指定された他の海水浴場と同様、このとき以来、プレジャーボート等が侵入できない「水域利用調整区域」が設けられている。具体的には、2つの海水浴場の前者70m以上・後者50m以上の沖合いと、蘭島川河口部が、水域利用調整区域となっている。
また、2つの海水浴場の近接した海上には、各1箇所の水産動植物増殖施設がある。

## 年表
- ????年[いつ?]：蘭島川河口西岸の砂浜を利用した蘭島観光海水浴場（サンリバー海水浴場の前身）の開場。
- 2004年（平成16年）4月1日：サンリバー海水浴場と蘭島海水浴場において「北海道プレジャーボート等の事故防止等に関する条例」が施行され、水域利用調整区域が設定される[3]。

## 位置情報
- 北緯43度11分54.3秒 東経140度50分52.4秒 / 北緯43.198417度 東経140.847889度
- サンリバー海水浴場 - 地理院地図
- 北海道小樽市蘭島1丁目20番地 - Google マップ

## 交通アクセス
鉄道路線
- JR北海道 函館本線を蘭島駅で下車し、徒歩約15分[2]。

自動車道
- 札樽自動車道を小樽ICで下り、国道5号を余市町方面へ約16km[2]（車で約30分[4]）。倶知安町からは車で約40分[4]。

## 近隣の海水浴場
- （東方向） ←　蘭島海水浴場（小樽市蘭島1丁目）　-　サンリバー海水浴場　-　浜中・モイレ海水浴場（余市郡余市町浜中町地先）　→ （西北西方向）